# ウィナーズサークル
ウィナーズサークル（欧字名:Winner's Circle、1986年4月10日 - 2016年8月27日）は、日本の競走馬、種牡馬。1989年のJRA賞最優秀4歳牡馬、東京優駿（日本ダービー）（GI）の優勝馬。史上初めてとなる茨城県産のダービー馬であり、芦毛の日本ダービー馬であり、加えて平成初の日本ダービー馬である。

## 経歴

### デビューまで

#### 誕生までの経緯
クリノアイバ―は、北海道浦河町の三浦武男牧場で生産された父グレートオンワードの牝馬である。1968年の有馬記念でリュウズキに次ぐ2着、アメリカジョッキークラブカップやステイヤーズステークスを制したニウオンワードの妹だった。競走馬として10戦1勝の成績を残して引退。茨城県稲敷郡江戸崎町にあり、農地解放で拓かれた栗山牧場で繁殖牝馬となった。初年度となる1981年は、サンフォードラッドと交配し、1982年に初仔となる牡馬を産む。初仔は、クリノサンフォードという名で競走馬となり、中央競馬で2勝、南関東地方競馬では1988年のダイオライト記念を制するなど3勝を挙げていた。
初仔を送り出したクリノアイバーだったが、2年目3年目共に流産し、後を続けられなかった。それでも4年目、1985年に「父モバリッズの2番仔」を授かる。そして続く5年目、牧場はクリノサンフォードの再来願って、再びサンフォードラッドとの交配を計画していた。しかし目前にしてサンフォードラッドが急死する。牧場は、父子二代に渡って付き合いのある美浦トレーニングセンターの調教師松山康久に、新たな交配相手のアドバイスを求めた。そこで松山は、シーホークを推薦した。
1963年生まれ芦毛のシーホークは、フランスで競走馬として走り、1966年のサンクルー大賞を制した。競走馬引退後は、アイルランドで種牡馬としてしばらく供用され、1974年に、日本の北海道日高地方にもたらされていた。ヨーロッパでの交配では、1975年セントレジャーステークスを制したブルーニ、同年パリ大賞典を制したマタホークなど、ステイヤー産駒を輩出。日本でも、1982年及び1984年天皇賞（春）を制したモンテプリンス、モンテファスト兄弟。1985年菊花賞にてミホシンザンに次ぐ2着に加え、重賞複数優勝したスダホークなど、ステイヤーの活躍産駒を輩出していた。このように産駒が活躍する間に、シーホークは年を取って20代に突入、種牡馬としては晩期に差し掛かっていた。モンテプリンス、モンテファスト兄弟を管理したのは、松山の父である松山吉三郎だった。そのため、身近にいた松山は「種牡馬として潜在的に持っていた可能性を感じた」として高く買っており、牧場に推薦するに至った。
栗山牧場代表の栗山博は、江戸崎町議会議員であり、美浦トレーニングセンター誘致に尽力した一人であった。そのトレーニングセンターから車で10分、茨城にある栗山牧場は、それまで関東の種牡馬としか交配していなかった。しかし牧場は、松山の助言を聞き入れて、初めて繁殖牝馬を北海道に送り込む。そうしてクリノアイバーとシーホークは結ばれていた。

#### 幼駒時代
1986年4月10日、茨城県稲敷郡江戸崎町の栗山牧場にて、クリノアイバーの3番仔である芦毛の牡馬（後のウィナーズサークル）が誕生する。この年、茨城で産まれたサラブレッドは34頭であり、その1頭だった。父と同じく芦毛であり、栗山は「生まれた頃から白くて、姿かたちが父親にそっくり。これは兄たちより走るぞって、みんな期待してた馬でした」松山は「生まれた最初から真っ白で、珍しいのもあるけど、特別な何かを持った馬なんじゃないかと思った」「生まれた頃からシーホークそのもの」と回顧している。
3番仔の一つ上の兄「父モバリッズの2番仔」は「クリノテイオー」として、先にデビューを果たしている。クリノテイオーは、夏の新潟でデビューし、2戦目で勝ち上がり、暮れに2勝目、3歳4月の若草賞で3勝目を挙げて、東京優駿（日本ダービー）出走を果たしていた。茨城県産馬によるダービーは珍しく、話題となったが、14着だった。その弟である3番仔は、栗山道郎によれば「いままで生産した馬のなかで文句なしにトップ」の出来で期待が大きかったという。
3番仔は、このまま栗山牧場で育成が施された。牧場は、かつてはハードトレーニング一辺倒で有名だったが、松山の調べで、強さと丈夫さの両立を目指すようになっていた。3番仔の育成には、完成したばかりの新馬場が用いられた。新馬場は砂厚が深く、高低差のあるコースであり、3番仔がこの馬場の一期生だった。同じく一期生には、北海道新冠町で生産され、育成段階で牧場に来た父ミルジョージの牝馬がいた。その牝馬はロジータと命名されて川崎競馬でデビューし、後に牝馬としては史上初の南関東3歳三冠を達成することになる。
3番仔は、そのまま栗山博が所有し、配合から携わった松山に託された。さらに松山は、命名まで託され、「あの中に入れるような馬になってほしい」という願いから「中央競馬の競馬場の賞典台」を意味する「ウィナーズサークル」という競走馬名を与えている。松山は、ウィナーズサークルに高い潜在能力を感じており、早くから東京優駿（日本ダービー）を目標に定め、1984年にクラシック三冠を果たしたシンボリルドルフの成り上がり方を参考にローテーションを計画していた。シンボリルドルフは、3歳夏の新潟競馬場でデビュー勝ちを収めて秋まで休養、暮れで復帰、翌年に三冠を果たしていた。同じように松山は、ウィナーズサークルを3歳夏の福島競馬場でデビューさせ、当然勝利した後、秋まで休養し、暮れで出世して、翌4歳のクラシックを見据えようと企んでいた。

### 競走馬時代

#### クラシックまでの道程
1988年7月23日、福島競馬場の新馬戦（芝1200メートル）にて、竹原啓二を鞍上にデビューしたが4着。その後は、笹針を伴う放牧休養となる。12月4日、中山競馬場の未勝利戦（芝2000メートル）で復帰。「ここ一番に強い彼が、なんか大きな仕事をしてくれそうな予感があったから」（松山）郷原洋行を起用して臨み、2着だった。以後、引退まで郷原が騎乗し続けることとなる。続いて暮れ、同条件の2戦目も2着だった。連続2着は、先頭に立ってから、騎手に反抗する悪癖を見せて、かわされるという内容だった。
未勝利のままで年をまたぎ1989年、4歳となる。クラシックに間に合わないと感じた松山は、得意としていたダートでの成り上がりを企てた。転向初戦、中山の1800メートル戦で5馬身差をつけて、初勝利を挙げた。しかし続く400万円以下では、ダートも、再び連続2着でまたも足踏みをしていた。松山によれば「ものすごくダートの巧い馬に当った」ゆえの敗戦だったという。それでも400万円以下3戦目、3月18日の中山ダート1800メートルで7馬身差をつけて2勝目を挙げる。2勝して直前でクラシック戦線に到達していた。続いてクラシック三冠競走の第一弾である皐月賞を目指した。2勝馬ゆえに出走を直ちに確定させられなかったが、有力馬の回避を後押しに、抽選を突破して出走を叶えた。
4月16日、皐月賞（GI）に臨む。20頭立てとなり、朝日杯3歳ステークス優勝のサクラホクトオー、トライアル競走3着のアンシストリーやドクタースパートが人気を集める中、ウィナーズサークルは7番人気に留まっていた。昼前までの降雨のため、不良馬場での競走となった。これまでは先行押し切りの戦法を取っていたウィナーズサークルだったが、初めて中団追走を選択した。直線では馬場の中央から追い込み、鋭い末脚を利かせた。先に抜け出していたドクタースパートに迫ったが、半馬身だけ及ばず2着だった。
5着以内となったことで、第二弾の東京優駿（日本ダービー）の優先出走権確保に成功する。続く第二弾へは、トライアルであるNHK杯への参戦を見送り、中5週での直行となった。松山は、1983年にミスターシービーをクラシック三冠に導いていたが、ミスターシービーの一冠目と二冠目も直行しており、松山によればこのくらいの直行が「理想的」と考えていた。

#### 東京優駿
5月28日、東京優駿（GI）に臨む。この年のクラシック戦線は、本命不在の混戦となる。1番人気に推されたのは、若草ステークスを優勝するなど3連勝中、皐月賞不出走のロングシンホニーだったが、単勝オッズ6.0倍、支持率は東京優駿史上最低となる12.3パーセントだった。そして2番人気も、皐月賞不出走、NHK杯3着のマイネルブレーブだった。3番人気から皐月賞出走組となったが、最上位は優勝のドクタースパートではなく、2着ウィナーズサークル、7.3倍だった。以下ドクタースパート、サクラホクトオーまでがオッズ一桁台だった。東京優駿史上2番目となる16万3千人が見守る中、良馬場での開催となった。
1枠3番のスタートから好位の内側を確保、やがて控えて中団に位置する。マイネルムートが逃げ、前半1000メートルを62.2秒で引っ張る平均ペースを、折り合いをつけて追走していた。先行勢に接近しながら最終コーナーを通過し、直線では、馬場の中央に持ち出して、坂を上り切ってから末脚を発揮した。先に抜け出していたトーワトリプルやリアルバースデーを外から差し切ったうえに、外から追い込んだロングシンホニー、サクラホクトオー、サーペンアップとの差を広げて、単独先頭となった。以後、リアルバースデーの抵抗や、サーペンアップの追い上げがあったが、先頭は脅かされなかった。リアルバースデーやサーペンアップに半馬身差をつけて、先頭で決勝線を通過する。郷原によれば、悪癖の数々が解消された「初めて100パーセントの力を出し切った、といってもいい」レースぶりだったという。
東京優駿、ダービーを戴冠する。史上14頭目となる重賞未勝利馬による戴冠だった。郷原は、1980年にオペックホースで制して以来、松山はミスターシービー以来となる、ダービー2勝目だった。松山の父吉三郎が、1962年フエアーウイン、1986年ダイナガリバーで制していることから、親子でダービー4勝を成し遂げた。それから栗山牧場は、中央競馬の初重賞勝利がダービーだった。
さらに1967年ヤマニンカップ（優勝:アサデンコウ）、1985年スダホーク（優勝:シリウスシンボリ）の2着を上回り、史上初めてとなる芦毛による東京優駿優勝だった。1977年菊花賞にて、郷原騎乗のプレストウコウが、中央競馬史上初めてとなる芦毛のクラシック制覇を果たしており、またも郷原が芦毛を導いていた。それから史上初めてとなる茨城県産馬による東京優駿優勝、1978年サクラショウリ以来となる本州生産馬による優勝だった。また史上初めてとなる東京芝初出走馬による東京優駿優勝、史上初めてとなる芝未勝利馬による優勝だった。加えて中央競馬史上初めてとなる2勝馬による東京優駿優勝、3歳競馬が行われた第二次世界大戦後では、1949年タチカゼ以来2例目となる2勝馬による東京優駿優勝だった。
茨城県産馬による優勝は、スポーツ新聞だけでなく、一般新聞の取材されるほどの話題となった。また当日は、地元江戸崎町役場の人間がバス2台の大所帯で応援に駆けつけていた。牧場の栗山道郎によれば彼らは、酒を飲んでは馬券も当てて「ドンチャン騒ぎ」だったという。

#### 引退
東京優駿以後は、栗山牧場にて放牧となり、8月下旬に帰厩する。秋は、クラシック三冠競走の最終戦である菊花賞を目指した。松山は、東京優駿の時と同じように、ミスターシービーと「同じイメージ」を持ち、トライアル競走からの始動となった。10月15日、トライアル競走である京都新聞杯（GII）で始動する。重賞2連勝中のオサイチジョージとともに単枠指定制度の対象となったが、こちらが2番人気だった。好位を追走し、最終コーナーから抜け出し先頭となった。しかし直線で伸びを欠き、追い込んだバンブービギンやオサイチジョージ、リアルバースデーにかわされる4着だった。
続いて11月5日、本番の菊花賞（GI）に臨む。バンブービギンに次ぐ2番人気に推されたが、他に後れる追走で末脚なく失速し10着敗退だった。この4日後、レース中に右橈骨手根骨及び右橈骨遠位端を骨折していたことが判明していた。この年のJRA賞では、全172票中103票を集めて、最優秀4歳牡馬に選出されている。骨折発覚後は、栗山牧場に戻って長期休養となり、復帰を目指したが、叶わないまま翌1990年秋に競走馬を引退した。

### 種牡馬時代
競走馬引退後は、北海道の本桐牧場で種牡馬となる。同じシーホーク産駒、1歳下のアイネスフウジンと同時の供用開始となったこともあり、種付け頭数を十分に集められなかった。初年度の交配数は61頭だったが、以後右肩下がりだった。6年目の1996年にはシンジケートが解散。7年目の1997年には一桁台に突入した。2000年11月からは、茨城県笠間市の東京大学大学院農学生命科学研究科附属牧場に移動。2007年には種牡馬を引退し、以降は当て馬として活躍した。2011年に東京大学は附属牧場における競走馬生産を終えたが、牧場に繋養され続け、採血や装蹄の実習相手として利用された。功労馬繋養展示事業の助成を受けながら余生を過ごし、2016年8月27日未明に老衰のため、30歳で死亡する。

## 競走成績
以下の内容は、netkeiba.comおよびJBISサーチに基づく。
| 競走日     | 競馬場 | 競走名     | 格  | 距離 （馬場） | 頭 数 | 枠 番 | 馬 番 | オッズ （人気） | 着順 | タイム （上り3F/4F） | 着差 | 騎手     | 斤量 [kg] | 1着馬 （2着馬）                 | 馬体重 [kg] |
| ---------- | ------ | ---------- | --- | ------------- | ----- | ----- | ----- | --------------- | ---- | -------------------- | ---- | -------- | --------- | ------------------------------- | ----------- |
| 1988.07.23 | 福島   | 3歳新馬    |     | 芝1200m（重） | 10    | 7     | 8     | 01.4（1人）     | 04着 | 1:15.0（38.8）       | -2.1 | 竹原啓二 | 53        | ビフォアドーン ミョウジントップ | 478         |
| 0000.12.04 | 中山   | 3歳未勝利  |     | 芝2000m（良） | 15    | 5     | 10    | 03.0（1人）     | 02着 | 2:03.1（38.7）       | -0.0 | 郷原洋行 | 54        | ハセアンビション                | 482         |
| 0000.12.24 | 中山   | 3歳未勝利  |     | 芝2000m（良） | 19    | 6     | 11    | 01.2（1人）     | 02着 | 2:04.0（40.0）       | -0.9 | 郷原洋行 | 54        | マイファイブスター              | 486         |
| 1989.01.22 | 中山   | 4歳未勝利  |     | ダ1800m（稍） | 9     | 8     | 8     | 01.2（1人）     | 01着 | 1:55.5（39.4）       | -0.8 | 郷原洋行 | 55        | （シカゴシチー）                | 486         |
| 0000.02.05 | 東京   | カトレア賞 | 4下 | ダ1600m（良） | 6     | 6     | 6     | 01.7（1人）     | 02着 | 1:40.9（48.9）       | -0.1 | 郷原洋行 | 55        | ドースクダイオー                | 480         |
| 0000.03.05 | 中山   | 4歳400万下 |     | ダ1800m（不） | 11    | 7     | 8     | 01.5（1人）     | 02着 | 1:52.7（37.7）       | -0.2 | 郷原洋行 | 55        | リアルサファイヤ                | 484         |
| 0000.03.18 | 中山   | 4歳400万下 |     | ダ1800m（良） | 6     | 1     | 1     | 01.2（1人）     | 01着 | 1:54.1（38.9）       | -1.2 | 郷原洋行 | 55        | （ロータリーショウリ）          | 484         |
| 0000.04.16 | 中山   | 皐月賞     | GI  | 芝2000m（不） | 20    | 5     | 11    | 16.2（7人）     | 02着 | 2:05.3（37.7）       | -0.1 | 郷原洋行 | 57        | ドクタースパート                | 482         |
| 0000.05.28 | 東京   | 東京優駿   | GI  | 芝2400m（良） | 24    | 1     | 3     | 07.3（3人）     | 01着 | 2:28.8（48.8）       | -0.1 | 郷原洋行 | 57        | （リアルバースデー）            | 478         |
| 0000.10.15 | 京都   | 京都新聞杯 | GII | 芝2200m（良） | 15    | 8     | 15    | 04.8（2人）     | 04着 | 2:13.8（47.9）       | -0.4 | 郷原洋行 | 57        | バンブービギン                  | 480         |
| 0000.11.05 | 京都   | 菊花賞     | GI  | 芝3000m（良） | 18    | 7     | 14    | 04.1（2人）     | 10着 | 3:08.7（47.2）       | -1.0 | 郷原洋行 | 57        | バンブービギン                  | 496         |

- 枠番号と馬番号の太字強調は、単枠指定を示す。

## 種牡馬成績
以下の内容は、JBISサーチの情報に基づく。
| 種付年度 | 種付頭数 | 生産頭数 | 血統登録頭数 | 出走頭数 | 勝馬頭数 | 重賞勝馬頭数 | AEI  | CPI  |
| -------- | -------- | -------- | ------------ | -------- | -------- | ------------ | ---- | ---- |
| 1991     | 61       | 47       | 45           | 38       | 23       | 0            | 0.48 |      |
| 1992     | 59       | 43       | 41           | 33       | 18       | 0            | 0.46 |      |
| 1993     | 53       | 40       | 37           | 29       | 17       | 0            | 0.30 |      |
| 1994     | 47       | 29       | 28           | 21       | 15       | 0            | 0.26 |      |
| 1995     | 32       | 22       | 20           | 17       | 12       | 1            | 0.36 |      |
| 1996     | 14       | 8        | 8            | 8        | 6        | －           | 0.41 |      |
| 1997     | 6        | 3        | 3            | 2        | 1        | 0            | 0.43 |      |
| 1998     | 4        | 3        | 3            | 3        | 3        | －           | 0.47 |      |
| 1999     |          |          |              |          |          |              |      |      |
| 2000     | 1        | 1        | 1            | 1        | 0        | －           | 0.00 |      |
| 2001     | 1        | 1        | 1            | 1        | 0        | －           | 0.00 |      |
| 2002     | 1        | 0        | 0            | 0        | －       | －           | －   |      |
| 2003     |          |          |              |          |          |              |      |      |
| 2004     |          |          |              |          |          |              |      |      |
| 2005     | 2        | 2        | 2            | 1        | 0        | －           | 0.00 |      |
| 2006     |          |          |              |          |          |              |      |      |
| 2007     | 2        | 2        | 2            | 1        | 0        | －           | 0.01 |      |
| 合計     | 合計     | 合計     | 191          | 155      | 95       | 1            | 0.37 | 0.76 |

- 出走頭数、勝馬頭数、重賞勝馬頭数、アーニングインデックス、コンパラブルインデックスは、平地競走に限る。

### 重賞優勝産駒
- 1996年産
  - ウィナーズキシュウ（牝、母父:タイテエム（1999年*高崎ダービー）[50]

## 血統表
| ウィナーズサークルの血統（エルバジェ系／Firdaussi 5×5=6.25%（父内）） | ウィナーズサークルの血統（エルバジェ系／Firdaussi 5×5=6.25%（父内）） | ウィナーズサークルの血統（エルバジェ系／Firdaussi 5×5=6.25%（父内）） | （血統表の出典）             | （血統表の出典） |
| 父系                                                                  | エルバジェ系                                                          | エルバジェ系                                                          | エルバジェ系                 |                  |
| 父 *シーホーク Sea Hawk 1963 芦毛                                     | 父の父Herbager 1956 鹿毛                                              | Vandale                                                               | Plassy                       | Plassy           |
| 父 *シーホーク Sea Hawk 1963 芦毛                                     | 父の父Herbager 1956 鹿毛                                              | Vandale                                                               | Vanille                      |                  |
| 父 *シーホーク Sea Hawk 1963 芦毛                                     | 父の父Herbager 1956 鹿毛                                              | Flagette                                                              | Escamillo                    | Escamillo        |
| 父 *シーホーク Sea Hawk 1963 芦毛                                     | 父の父Herbager 1956 鹿毛                                              | Flagette                                                              | Fidgette                     |                  |
| 父 *シーホーク Sea Hawk 1963 芦毛                                     | 父の母Sea Nymph 1957 芦毛                                             | Free Man                                                              | Norseman                     | Norseman         |
| 父 *シーホーク Sea Hawk 1963 芦毛                                     | 父の母Sea Nymph 1957 芦毛                                             | Free Man                                                              | Fantine                      |                  |
| 父 *シーホーク Sea Hawk 1963 芦毛                                     | 父の母Sea Nymph 1957 芦毛                                             | Sea Spray                                                             | Ocean Swell                  | Ocean Swell      |
| 父 *シーホーク Sea Hawk 1963 芦毛                                     | 父の母Sea Nymph 1957 芦毛                                             | Sea Spray                                                             | Pontoon                      |                  |
| 母 クリノアイバー 1977 栗毛                                           | 母の父*グレートオンワード Great Onward 1971 鹿毛                      | Sir Ivor                                                              | Sir Gaylord                  | Sir Gaylord      |
| 母 クリノアイバー 1977 栗毛                                           | 母の父*グレートオンワード Great Onward 1971 鹿毛                      | Sir Ivor                                                              | Attica                       |                  |
| 母 クリノアイバー 1977 栗毛                                           | 母の父*グレートオンワード Great Onward 1971 鹿毛                      | Princesse Isabelle                                                    | Prince Chevalier             | Prince Chevalier |
| 母 クリノアイバー 1977 栗毛                                           | 母の父*グレートオンワード Great Onward 1971 鹿毛                      | Princesse Isabelle                                                    | Isabelle Brand               |                  |
| 母 クリノアイバー 1977 栗毛                                           | 母の母*クロシエツト Clochette 1958 鹿毛                               | Mossborough                                                           | Nearco                       | Nearco           |
| 母 クリノアイバー 1977 栗毛                                           | 母の母*クロシエツト Clochette 1958 鹿毛                               | Mossborough                                                           | All Moonshine                |                  |
| 母 クリノアイバー 1977 栗毛                                           | 母の母*クロシエツト Clochette 1958 鹿毛                               | La Cloche                                                             | Le Lavandou                  | Le Lavandou      |
| 母 クリノアイバー 1977 栗毛                                           | 母の母*クロシエツト Clochette 1958 鹿毛                               | La Cloche                                                             | Angelus F-No.21-a            |                  |
| 母系(F-No.)                                                           | クロシエツト(IRE)系(FN:21-a)                                          | クロシエツト(IRE)系(FN:21-a)                                          | クロシエツト(IRE)系(FN:21-a) | [ § 2 ]          |
| 5代内の近親交配                                                       | Firdaussi S5×S5                                                       | Firdaussi S5×S5                                                       | Firdaussi S5×S5              | [ § 3 ]          |
| 出典                                                                  | 1. 2. 3.                                                              | 1. 2. 3.                                                              | 1. 2. 3.                     | 1. 2. 3.         |